# Suburra: Blood on Rome
Suburra: Blood on Rome (italienischer Originaltitel: Suburra: la serie) ist eine italienische Fernsehserie aus dem Jahr 2017. Sie wird meist als Prequel des Spielfilms Suburra von Stefano Sollima aus dem Jahr 2015 bezeichnet, der auf dem 2013 erschienenen gleichnamigen Roman von Giancarlo De Cataldo und Carlo Bonini basiert, benutzt auch teilweise dieselben Figuren, hat jedoch einen zum Teil deutlich abweichenden Handlungsverlauf, sodass sich die Handlungen von Film und Serie nicht in Einklang bringen lassen. Der Verkauf von Grundstücken in Rom legt ein Geflecht von Politik, Verbrechen und Kirche offen und führt drei junge Kriminelle zusammen, die mit allen Mitteln an dem Geschäft teilhaben wollen. Die erste Staffel wurde am 6. Oktober 2017 bei Netflix veröffentlicht. Vorab wurden die ersten beiden Episoden, bei denen Michele Placido Regie führte, im Rahmen der Internationalen Filmfestspiele von Venedig gezeigt. Zwei weitere Staffeln veröffentlichte Netflix am 22. Februar 2019 und am 30. Oktober 2020. Mit Suburræterna folgte 2023 eine Fortführung.

## Handlung

### 1. Staffel
Der geplante Verkauf von Grundstücken des Vatikans in Lido di Ostia, einem Vorort von Rom am Tyrrhenischen Meer, lockt diverse Interessenten an. Die sizilianische Mafia plant den Bau eines Hafens als Einfallstor für den Drogenhandel in Rom und bedient sich dazu des gut vernetzten Strippenziehers Samurai. Dieser korrumpiert den einstmals idealistischen Politiker Amedeo Cinaglia und gewinnt ihn als Handlanger für seine schmutzigen Geschäfte. Der zurückgetretene Bürgermeister Monaschi hingegen erhofft sich von dem Immobiliendeal die Tilgung seiner Schulden. Um Monsignore Theodosius, den Leiter der vatikanischen Bauland-Kommission, für ihren Mann zu gewinnen, inszeniert seine Frau Sara eine Sex-Orgie, auf der der Priester einen Herzanfall erleidet.
Drei junge Männer aus ganz unterschiedlichem Milieu treffen an diesem Abend zufällig aufeinander und beschließen, den Priester gemeinsam zu erpressen. Gabriele Marchilli ist der Sohn eines Polizisten, der sich von seinem Vater ungeliebt fühlt und eine Liebesbeziehung zur Bürgermeistergattin Sara Monaschi unterhält. Mit kleinen Drogengeschäften finanziert er sein Studium und gerät dabei ins Visier Samurais, der den Jungen fortan erpresst und für seine kriminellen Machenschaften einsetzt. Aureliano Adami (im Kinofilm mit dem Spitznamen „Numero 8“ versehen) ist der Sohn eines römischen Verbrecherclans. Nach dem Tod seines Vaters kämpft er mit seiner Schwester Livia um die Vorherrschaft in der Organisation. Alberto Anacleti, genannt „Spadino“, ist der jüngere Bruder des Oberhaupts einer römischen Sinti-Familie. Er gilt als schwarzes Schaf der Familie und wird, um den Einfluss des kriminellen Clans auszuweiten, zur Heirat mit der Tochter einer befreundeten Familie gezwungen, der er sich fortan zu entziehen versucht. Obwohl die Clans der Adami und Anacleti im Krieg miteinander stehen, freunden sich Aureliano und Spadino an.
Die Bedrohung durch die drei Gelegenheitserpresser bringt nicht den erhofften Geldsegen, sondern treibt den Monsignore in den Tod. Doch bei der Durchsuchung seiner Wohnung entdeckt Aureliano Papiere über den Immobilien-Deal und erkennt deren Brisanz. Über Gabriele knüpft das Trio Kontakt zu Sara Monaschi, die mit den drei jungen Kriminellen einen Deal eingeht, von dem sie sich Schutz vor Samurai erhofft. Sie vertuscht Theodosius’ Suizid und erspart dem Vatikan einen Skandal. Im Gegenzug erhält sie das Kaufrecht der Immobilien. Doch wird sie ihrerseits von ihrer Beraterin, der Contessa della Rocca Croce, hintergangen, und die Grundstücke gehen schließlich doch an den skrupellosen Samurai. Die Freundschaft des Trios zerbricht, als Gabriele unter Druck Samurais die beiden anderen an die Polizei verrät, und Aureliano den Annäherungsversuch Spadinos, der durch ihre Freundschaft seine Homosexualität erkannt hat, brüsk zurückweist.
Am Ende hat Gabriele seinen Vater verloren und begreift erst nach dessen Tod, dass dieser ihn geliebt hat. Nun will er selbst Polizist werden. Aureliano hat den Machtkampf mit seiner Schwester gewonnen und den Adami-Clan übernommen, doch dafür hat er seine Geliebte, die Prostituierte Isabelle verloren, die von Livia ermordet worden ist. Spadino Anacleti nimmt seine Identität zwischen Sinti-Tradition und Homosexualität an, auch wenn er sie weiterhin vor seiner Familie verborgen halten muss. Er wird im Clan der Anacletis Thronfolger seines Bruders, der schwer verletzt im Spital liegt. Amedeo Cinaglia hat sich endgültig entschieden, die Politik aufzugeben und hinter den Kulissen als Strippenzieher des Verbrechens zu wirken wie sein Vorbild Samurai.

### 2. Staffel
Livia Adami kehrt nach Rom zurück, um sich mit ihrem Bruder Aureliano auszusöhnen, wird jedoch von Spadino Anacleti entführt. Dieser verliert den Machtkampf in der Sinti-Sippe gegen seine eigene Mutter, die ihm den Verrat an seinem Bruder Manfredi nicht verzeihen will. Daraufhin befreit er Livia und führt sie Aureliano zu, der dennoch ihre Ermordung durch Samurai, den einflussreichen Strippenzieher der römischen Unterwelt, nicht verhindern kann. Aureliano, Spadino und Gabriele Marchilli, der inzwischen Polizist geworden ist, aber weiterhin von Samurai erpresst wird, verbünden sich abermals gegen ihren gemeinsamen Gegner.
Samurais Ruf hat gelitten. Sein eingefädelter Grundstücksdeal in Ostia wirft noch immer keine Gewinne ab. Der Bau der geplanten Immobilien wird durch Notunterkünfte für 500 afrikanische Mittelmeer-Flüchtlinge blockiert. Sara Monaschi, die ehemalige Bürgermeistergattin, zieht aus der Leitung der Hilfsorganisation finanzielle Vorteile. Amedeo Cinaglia hingegen macht sich zum Sprachrohr der flüchtlingsfeindlichen Demonstrationen. Bei der Bürgermeisterwahl hat er mit einer unabhängigen Liste einen Überraschungserfolg errungen. Seiner Wahlempfehlung kommt entscheidende Bedeutung in der Stichwahl zu. Da stellt er sich gegen seinen Mentor Samurai, der auf einen Immobilien-Deal mit der Linken spekuliert, und paktiert mit der Rechten.
Um das Thema der inneren Sicherheit in den Vordergrund zu spielen, verüben Aureliano, Spadino und Gabriele im Auftrag Cinaglias mehrere Anschläge, einen inszenierten Bandenkrieg und schließlich einen Mordanschlag auf die Contessa della Rocca Croce. Dennoch ist der Triumph des Politikers in Gefahr, als der populäre Radiomoderator Adriano seine Verstrickung ins organisierte Verbrechen offenlegen will. Da greift der schon fast ausgebootete Samurai wieder ins Geschehen ein, erpresst Adriano und sichert so der Rechten den Wahlsieg, Cinaglia das Amt des Vize-Bürgermeisters und sich selbst die Abhängigkeit des Politikers.
Aureliano, Spadino und Gabriele werden von Cinaglia um ihren Lohn geprellt. Samurai fordert den Tod seiner jungen Gegenspieler. Der Polizist, gezeichnet von Folterungen durch Samurais Männer, erträgt das Doppelleben nicht mehr und erschießt sich vor den Augen seiner Freunde. Deren Versuch, die Clans der Adamis und Anacletis in gemeinsamen Drogengeschäften zu einen, schlägt fehl, als einer von Aurelianos Männern Rache für seinen ermordeten Vater verübt. Spadino hat, nicht zuletzt durch die Unterstützung seiner schwangeren Ehefrau Angelica, die Führung in der Sippe übernommen, doch muss er dafür einen hohen Preis zahlen, als er seinen Liebhaber, den DJ Teo, ermorden muss, um seine Homosexualität geheim zu halten. Zudem scheint seine Führung nur von kurzer Dauer, als sein Bruder Manfredi aus dem Koma erwacht. Adriano bietet den beiden Freunden seine Unterstützung an, so dass sich abermals ein Trio im Kampf gegen Samurai formiert.

### 3. Staffel
Aureliano und Spadino gelingt es, ihren Erzfeind Samurai in einen Hinterhalt zu locken und zu töten. Die Familien der Adamis und Anacletis stoßen in das entstandene Machtvakuum und kontrollieren die kriminellen Geschäfte in Rom. Einen immer größeren Part spielen dabei Aurelianos Partnerin Nadia und Spadinos schwangere Ehefrau Angelica, die nach anfänglichen Antipathien zu engen Freundinnen werden. Doch Spadinos Führungsposition im Sinti-Clan der Anacletis wird durch seinen aus dem Krankenhaus entlassenen und vor dem Gefängnis bewahrten Bruder Manfredi herausgefordert. Dieser inszeniert bei einer Party einen gewalttätigen Zwischenfall, an dessen Ende Nadia einen Sinto erschießt, der Aureliano mit einer Waffe bedroht hat. Sie muss sich vor dem Sinti-Rat rechtfertigen, doch eine couragierte Aussage Angelicas glättet noch einmal die Wogen zwischen den Familien.
Der politische Strippenzieher Cinaglia erpresst einen Kardinal, um Aufträge eines groß angelegten Jubiläumsjahres des Vatikans an Land zu ziehen, wird aber von Aureliano und Spadino unter Druck gesetzt. Nach einer Entführung ihrer Kinder durch Nadia und Angelica hält seine Frau Alice dem Druck der kriminellen Machenschaften ihres Mannes nicht länger stand und geht ins Kloster. Als sie droht, ihren Mann anzuzeigen, stößt Cinaglia sie in einen Abgrund und vertuscht die Tat als Suizid. Spadino und Aureliano scheitern währenddessen beide mit ihrer Rache an Manfredi. Spadino lässt sich von Gefühlen für seinen Bruder übermannen und erweist sich jenem zufolge nicht als „richtiger Mann“, als er sein Messer bereits an Manfredis Kehle hat. Aureliano attackiert Manfredis Wagen mit seinem Jeep, muss sich jedoch zurückziehen, als Manfredi die ebenfalls im Wagen befindliche Angelica bedroht. Infolge der Attacke verliert diese ihr Kind.
Spadino hat nun sämtliche Hemmungen verloren, seinen Bruder umzubringen. Er baut auf die Hilfe von Angelicas Vater, doch nach dessen Verrat gerät er auf einem Schrottplatz in einen Hinterhalt. Aureliano kommt seinem Freund zu Hilfe, wird jedoch im Kampf, bei dem auch Manfredi und Angelicas Vater sterben, erschossen, als er sich den letzten Gegnern ohne Deckung entgegenstellt. Nadia, die zuvor Angelica aus dem Zugriff der Anacletis befreit hat, wird von ihrer Freundin getröstet, als sie die Nachricht von Aurelianos Tod erfährt. Dieser hat am Ende vor allem seine tote Schwester Livia vermisst. Spadino entscheidet sich gegen ein Leben mit seiner Frau, die er nie so lieben konnte wie seinen toten Freund. Mit dessen Leiche treibt er in einem Boot hinaus aufs Meer. Auch nach dem Abgang der beiden Freunde gehen die kriminellen Geschäfte in Rom weiter. Der unverwüstbare Cinaglia verteilt mit dem sizilianischen Mafiosi Badali die Aufträge des Vatikans.

## Hintergrund
Der Titel Suburra verweist auf das antike römische Stadtviertel Subura, das als Wohngegend der Armen und als Rotlichtviertel bekannt und berüchtigt war. Der Begriff wird heute auch übertragen allgemein für einen Slum verwendet.
Die erste Staffel der Serie erzählt eine mögliche Vorgeschichte des gleichnamigen Kinofilms von Stefano Sollima aus dem Jahr 2015. Sie spielt in knapp drei Wochen im Jahr 2008. In ihrer Inszenierung bedient sie sich des Stilmittels der Rückblende: Jede Folge steigt mit dem dramatischen Höhepunkt am Ende eines Tages ein und zeigt anschließend die Entwicklung des Tages hin zu diesem Höhepunkt. Am Ende jeder Folge ertönt das Lied 7 vizi capitale von Piotta und Il Muro del Canto. Der Refrain kann als Motto der Serie verstanden werden: „Roma cruda, santa e dissoluta / ama e non perdona, ti divora come un barracuda“ (auf Deutsch etwa: „Rom ist roh, heilig und ausschweifend / liebt und verzeiht nicht, es frisst dich auf wie ein Barrakuda“).
Die zweite Staffel spielt drei Monate nach den Ereignissen der ersten Staffel innerhalb 15 Tagen vor den Wahlen des Bürgermeisters von Rom. Die Dreharbeiten dauerten 117 Tage und fanden in über 100 Drehorten in und um Rom statt, so unter anderem am Palazzo Spada, bei den Kaiserforen, am Kolosseum, an der Piazza di Pietra, der Piazza Colonna, der Via della Conciliazione, dem Palazzo Montecitorio und rund um die Cestius-Pyramide. Viele Szenen handeln an der römischen Küste, den Stränden von Ostia und in Fiumicino. Erstmals gibt es Rückblenden in die Kindheit der drei Protagonisten.
Staffel drei begibt sich mit einigen Ereignissen, so z. B. mit dem Tod der Figuren Samurai, Manfredi Anacleti und Aureliano Adami, deutlich auf einen alternativen Handlungsstrang, an den der Kinofilm (in dem die genannten Figuren wieder am Leben sind) nicht mehr anknüpfungsfähig ist.

## Rezeption
Suburra wurde in Rezensionen häufig mit Gomorrha verglichen, einer anderen italienischen Verbrecherserie des Filmstudios Cattleya, aber auch mit anderen Netflix-Eigenproduktionen wie Narcos oder Marseille. So nennt Daniel Gerhardt die Serie „das Hauptstadtpendant zu Gomorrha“. Doris Priesching urteilt: „Suburra ist nicht Gomorrha und keinesfalls Narcos, aber es entwickelt in seiner erzählerischen Schärfe und Konzentriertheit eine eigene Eindringlichkeit.“ Christian Buß vermisst die vielschichtige Psychologie von Gomorrha und die konkreten Anspielungen der Serie 1992 und findet, das „süffige, offenherzige, atemlos vorantreibende Mafia-Panorama“ Suburra sei „explizit in der Gewaltdarstellung, aber unkonkret in Bezug auf reale Ereignisse“. Daher wirke die Serie wie eine „große, blutige, drogenvernebelte Party“ und dabei „sonderbar zeitlos“.
Für Daniel Gerhardt hingegen hebt Suburra „das Mafia-Genre auf ein neues Level von Zynismus und Nihilismus“ und zeigt „die vielleicht stillosesten Gangster der Fernsehgeschichte“. Anders als der aufrechte Mafia-Jäger in Allein gegen die Mafia, gespielt vom Regisseur der Serie Michele Placido, und auch anders als die altersmüden, die Legalisierung ihrer Geschäfte anstrebenden Helden von zeitgenössischen Serien wie Narcos oder 4 Blocks sind in Suburra Vorstellungen von einer richtigen und falschen Seite des Gesetzes altmodisch und bedeutungslos geworden: „Verbrecher, Politiker und deren Einflüsterer sind ein einziger verkommener Club.“ So urteilt auch Ursula Scheer: „Jeder Dialog ist Pose, weil keiner sich preisgeben will, jedes Interieur Kulisse, weil Repräsentation alles ist, bei Kriminellen oben wie unten.“ Weil jeder käuflich ist, kann der „Kitsch der Verbrecherinszenierung“ ewig weitergehen in der ewigen Stadt Rom.
Trotz der dominierenden brutalen Männlichkeit sind es für Suzi Feay die stillen Momente der Serie, die sie beeindrucken: die Geschwisterbeziehung der Adamis, Aurelianos Mitgefühl mit einem Hund, dessen Halter er zuvor ermordet hat, Spadinos ausgelassene Tanzeinlagen, die seine einzigen Momente echter Freiheit sind. Den Schauplatz Ostia mit seinen verlassenen Stränden umgibt für sie eine Atmosphäre von Melancholie, ist er doch auch der Ort der Ermordung des großen italienischen Filmemachers Pier Paolo Pasolini.
Anna Vollmer urteilte: „Die Serie ist schnell, brutal und verfällt manchmal der Effekthascherei. [...] Doch man verzeiht Suburra einiges, weil die Schauspieler so gut, ihre Figuren so interessant sind.“